# Луїза-Єлизавета Кеттлер
Луї́за-Єлизаве́та Ке́ттлер (нім. Luise Elisabeth von Kettler; 12 серпня 1646 — 16 грудня 1690) — курляндська принцеса, ландграфиня Гессен-Гомбурга (1681—1690). Представниця німецької герцогської династії Кеттлерів. Лютеранка. Народилася в Мітаві, Семигалія. Донька Якова Кеттлера, герцога Курляндії і Семигалії, й Луїзи-Шарлотти Бранденбурзької. Дружина Фрідріха II, ландграфа Гессен-Гомбурзького. Справила весілля 23 жовтня 1670  року в Берліні. Народила 12 дітей. Померла в Веферлінгені, Саксонія.

## Біографія
Луїза-Єлизавета народилася 12 серпня 1646 року в Мітаві за десять місяців після весілля батьків — герцога Курляндії та Семигалії Якова Кеттлера та Луїзи-Шарлотти Бранденбурзької. Мала молодших братів: Фрідріха Казимира, Карла Якоба, Фердинанда та Александра, і сестер: Шарлотту та Амалію. 1658, під час Північної війни, не зважаючи на проголошений Курляндією нейтралітет, до країни вдерлися шведські війська. 29 вересня, після взяття  Мітавського замку підрозділами Роберта Дугласа, герцогська родина була захоплена у полон. У листопаді їх перевезли до Риги. Влітку 1659 морем переправили до Івангороду, де тримали у досить суворих умовах, оскільки Якоб твердо відмовлявся визнати владу Швеції. Лише завдяки допомозі польських та бранденбурзьких військ  країні вдалося звільнитися. Після смерті тогочасного шведського короля Карла X Густава був підписаний Оливський мир, і Кеттлери змогли повернутися на батьківщину.
За часів правління батька Луїзи Єлизавети Курляндія процвітала, маючи розвинену економіку та промисловість, і навіть стала колоніальною імперією, заснувавши поселення в Африці та на Тобаго.
У 24 роки Луїза Єлизавета побралась із 37-річним принцем Гессен-Гомбурзьким Фрідріхом. Весілля відбулося 23 жовтня 1670 у Кельні-на-Шпреє. Наречений був колишнім шведським воякою. За часів Північної війни він дослужився до звання генерал-майора та втратив праву ногу, через що був змушений носити протез. Вийшовши у відставку, придбав землі у Бранденбурзі і потоваришував з тамтешнім курфюрстом Фрідріхом Вільгельмом. Після смерті першої дружини, вирішив взяти шлюб із Луїзою Єлизаветою, що доводилася курфюрсту небогою.  У подружжя народилось дванадцятеро дітей.
Після смерті брата Георга-Християна Фрідріх викупив у Гессен-Дармштадта Гомбург та відновив Гессен-Гомбурзьке ландграфство у володіннях родини. 1681 він і сам вступив на престол, після смерті брата Вільгельма-Христофа, ставши ландграфом Фрідріхом II. Луїза Єлизавета стала ландграфинею Гессен-Гомбурзькою.
За часів їхнього правління велося будівництво Гомбурзького замку. Фрідріх намагався відродити економіку за допомогою скляної мануфактури та солеварні. Луїза-Єлизавета зіграла велику роль у створенні реформатських общин в країні та розселенні вигнаних із Франції гугенотів та вальденсів. Зокрема, ними було закладене місто Фрідріхсдорф.
Луїза Єлизавета померла 16 грудня 1690 у Веферлінгені, Саксонія, у віці 44 років. Фрідріх, менш ніж за рік, пошлюбився втретє із удовою графа Лейнінгенського Софією Сибіллою.

## Родина

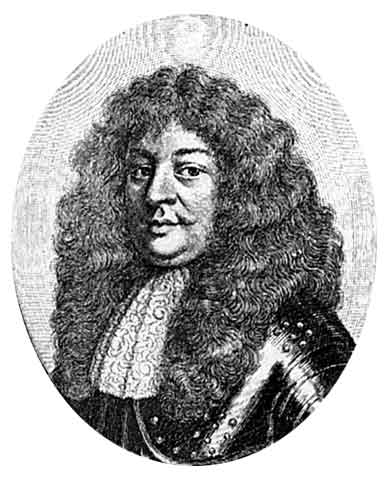
Фрідріх Гессен-Гомбурзький

Чоловік — Фрідріх, принц Гессен-Гомбурзький
Діти:
- Шарлотта (1672—1738) — була пошлюблена із герцогом Саксен-Веймарським Йоганном Ернстом III, мала від нього четверо дітей;
- Фрідріх Якоб (1673—1746) — ландграф Гессен-Гомбурзький, був пошлюблений з Єлизаветою Гессен-Дармштадтської, а після її смерті — з Крістіаною Нассау-Отвайлер, мав семеро дітей від першого шлюбу;
- Карл Крістіан (1674—1695) — загинув при облозі Намюра у віці 21 року;
- Ядвіґа Луїза (1675—1760) — була одружена із графом фон Шлібеном Адамом Фрідріхом, дітей не мала;
- Філіп (1676—1703) — загинув на війні за іспанську спадщину у битві при Шпаєрбаху, у віці 27 років, одружений не був, нащадків не залишив;
- Вільгельміна Марія (1678—1770) — була пошлюблена із графом Альденбургу Антоном II, мала єдину доньку;
- Елеонора Маргарита (1679—1763) — настоятелька Герфордського монастиря;
- Єлизавета Франциска (1681—1707) — була одружена із князем Нассау-Зігенським  Фрідріхом Вільгельмом I, мала п'ятеро дітей;
- Йоганна Ернестіна (1682—1698) — померла перед 16-річчям;
- Фердинанд (2—5 серпня 1683)  — помер невдовзі після народження;
- Карл Фердинанд (1684—1688) — помер в дитинстві;
- Казимир Вільгельм (1684—1688) — принц Гессен-Гомбурзький, служив у військах Євгенія Савойського та Карла XII, був одружений із Крістіною Шарлоттою Сольмс-Браунфельською, мав трьох дітей.